# Szonáta két zongorára és ütőhangszerekre
Az International Society for Contemporary Music részére készült Bartók Béla Szonáta két zongorára és ütőhangszerekre (Sz. 110, BB 115) c. műve, amelyiket felesége (Bartókné Pásztory Ditta) oldalán mutatott be 1938. január 16-án, és kirobbanó sikere azóta töretlen.
A műből készült egy átirat, a Versenymű két zongorára és zenekarra.

## Tételek

### Assai lento – Allegro troppo
Ez a tétel szonátaformájú.
Lassú bevezetéssel kezdődik, melynek első fele metrikailag alig artikulált: üstdobtremoló, mélyben gomolygó dallam, váratlan cintányérütések. Ez egyre határozottabb ritmusú, egyre bonyolultabb metrumú anyaggá alakul, amely nagy gyorsítással – crescendóval beletorkollik az expozícióba. Bár az egész tétel 9/8-os, az ütemek belső osztásával sokat játszik Bartók, különösen a főtémában. A melléktéma nyugodt, a zárótéma szabályos jambikus lejtésű dallamból épített fugato.
A kidolgozásban megjelenik a bevezetés első dallama, de a sokkal gyorsabb tempótól és az erős hangsúlyoktól szinte fölismerhetetlen.
A visszatérés után egy rövid, a főtéma fejmotívumából építkező coda zárja a tételt.

### Lento, ma non troppo
Klasszikus A-B-A formájú középtétel, Bartók éjszaka zenéjének szép példája.

### Allegro non troppo
A finálé kezdetében a zongorák erős C-dúr akkordokat kalapálnak, ami fölött a xilofon népi hangsorból (c, d, e, fisz, g, a, b) álló dallamot játszik. Ez a tétel rondó szonátaformájú, és tele van humoros fordulatokkal, például a mű egy váratlan pianissimoval végződik.

## Hangszerelés
Mindegyik zongoristához egy ütőhangszeres párosul (tehát összesen négy fő szükségeltetik az előadáshoz), és a következő hét ütőhangszer kell az előadáshoz: üstdob, nagydob, cintányér, pergődob, tam-tam, triangulum és xilofon.

## Autográf anyagok
[Bár a kétzongorás Szonáta Bartók életében kiadatlanul maradt Concerto változata önálló műalak, önálló BB számmal, a források szorosan összefonódnak.]
- Vázlatok: a Mikrokozmosz fogalmazványai között (BB 105, Bartók Péter gyűjteménye: 59PS1, 71. p.) és a Hegedűverseny BB 117 vázlataival (T. Spivakovsky gyűjteménye)
- Fogalmazvány és az I. tétel visszavezetésének revideált formája (229–273. ü.), c1939 (Bartók Péter gyűjteménye: 75 FSS1)
- A partitúra (115) autográf lichtpaus tisztázata, javításokkal (Bartók Péter gyűjteménye: 75FSID1-ID3)
- A III–IV. ütőszólam autográf lichtpaus tisztázata (Bartók Péter gyűjteménye: 75DID1)
- A partitúra (115) javított lichtpaus másolatai:

1. Bartók játszópéldánya (ered. visszavezetés) (Bartók Péter gyűjteménye: 75PSID2A)
2. Példány 1939. júniusi dedikációval (Sólyom J. gyűjteménye, Stockholm)
3. Bartók új játszópéldánya a Szonáta ill. Concerto előadásához (rev. visszavezetés) (Bartók Péter gyűjteménye: 75TPPFC1), előkészítő jegyzetek a hangszereléshez
4. [Pásztory Ditta játszópéldánya a Szonáta ill. Concerto előadásához, 46 pp. (PB 75TPSPFC1).

- Az ütőszólamok javított lichtpaus másolatai: (I–II.) (Bartók Archívum, Budapest: BH44; a budapesti bemutató játékosainak egyéni példányai ugyanitt) – (III–IV.) eredeti és revízionált forma (Bartók Péter gyűjteménye: 75DID2)
- További ütőszólamok: (I–II.) az 1940-es New York-i előadás példánya (Bartók javításaival; Bartók Péter gyűjteménye: 75DID3)
- A Szonáta Boosey & Hawkes 8675 elsőkiadásának (1942) metszőpéldánya, lichtpaus másolat E. Stein szerkesztésében (Bartók Péter gyűjteménye: 75(T)PSPFC12)
- A B&H 8816 ütőszólam elsőkiadás metszőpéldánya (Bartók Péter gyűjteménye: 75(T)DFC4); egy javított példány (Bartók Péter gyűjteménye: 75TDFC2)
- Az átdolgozott partitúra-részletek autográf másolata [a Concerto formából teljes partitúrát nem készített Bartók] (1–20. pp.: még európai, 21–30. pp.: már amerikai kottapapír) (Bartók Péter gyűjteménye: 75TFSS1)